# Рейнско злато
Рейнско злато (на немски: Das Rheingold) е опера от Рихард Вагнер. Премиерата ѝ е на 22 септември 1869 г. в Мюнхен. „Рейнско злато“ е първата от четирите опери, образуващи цикъла Пръстенът на нибелунга.